# Anthicus coiffaiti
Anthicus coiffaiti es una especie de coleóptero de la familia Anthicidae.

## Distribución geográfica
Habita en Líbano.